# Křížová výprava roku 1267
Křížová výprava v roce 1267 byla jednou z drobných vojenských tažení do Svaté země na podporu Jeruzalémského království. Byla uskutečněna hornorýnskými rytíři na základě zintenzivněných výzev německých církevních kazatelů a z popudu očekávání větší výpravy ze západní Evropy. K té ovšem nedocházelo (francouzský král Ludvík IX. sice „přijal kříž“ v březnu 1267, ale jeho v pořadí osmá křížová výprava proběhla až o tři roky později a do Svaté země ani nedorazila) a doba křížových výprav se nezadržitelně chýlila ke svému konci. Na zbývajících křižáckých územích Levanty se křesťané proto museli, zatím bez vnější pomoci a v sevření početnějšími muslimy, spoléhat jen sami na sebe.
O průběhu rýnského tažení není mnoho známo, něco málo se dochovalo o kázání a organizaci tažení, ale bez zpráv o jeho výsledcích. Výprava, jíž velení se ujali dva neznámí ministeriálové, vyrazila z Basileje do italského Janova, kam došla koncem dubna nebo začátkem května. Tam se křižáci měli údajně potkat s delegací mongolských vyslanců, kteří se právě vraceli na východ z Aragonie, s nimi poté odtud měli odcestovat na janovských lodích až do Akkonu. Malé vojsko čítající jen několik stovek křižáků a poutníků s 25 válečnými loďmi Janovanů (tou dobou byl Janov ve válce s Benátkami) přeplulo moře a přistálo v Palestině, kde marně vyčkávalo na další příkazy či posily nebo mělo vyhlídky na nějaké vojenské tažení. Dlouhé čekání proto mnozí z nich využili k pokojné pouti k Božímu hrobu v Jeruzalémě, které tou dobou bylo ovládáno muslimy, aniž by se cestou jakkoli střetli s Bajbarsovými vojsky. Zde byli někteří křižáci povýšeni do rytířské stavu. Ani poté však nedošlo k žádné bitvě a většina hornorýnských křižáků se postupně v průběhu let 1269–1270 vrátila zpět do vlasti, tedy krátce před vypuknutím osmé křížové výpravy, aniž by se vůbec zúčastnila nějakého boje za Jeruzalém. Není ale vyloučeno, že někteří z nich byli při obraně Antiochie obléhané Bajbarsem, kterou dobyl 18. května 1268, což znamenalo i definitivní konec pro toto knížectví.
Navzdory žádnému nebo minimálnímu úspěchu této výpravy je možno postřehnout literární ozvěnu v novele Petr ze Staufenbergu, kterou v roce 1310 napsal Egenolf ze Staufenbergu. Ačkoli je příběh zcela smyšlený, předobrazem hlavního hrdiny je historický Petr ze Staufenbergu, který je historicky doložen v letech 1274 a 1287. Je zřejmé, že děj novely o rytíři Petrovi u Božího hrobu se zakládá na Staufenbergově skutečné účasti na křížové výpravě roku 1267. Hlavním zdrojem o křížové výpravě zůstává kronika (Bassler Chronick) Kristiána Wurstisena z roku 1580. Přestože se jedná o výrazně pozdější zdroj a obsahuje zmatenou chronologii, je Wurstisen jako autor obecně považován za spolehlivého a jeho chybnou chronologii lze dát do pořádku za pomoci jiných zdrojů.